# Damien Birkinhead
Damien Birkinhead (ur. 8 kwietnia 1993) – australijski lekkoatleta specjalizujący się w pchnięciu kulą.
W 2009 bez powodzenia startował w mistrzostwach świata juniorów młodszych, a w kolejnym sezonie był czwarty na igrzyskach olimpijskich młodzieży U-18. Brązowy medalista juniorskich mistrzostw świata z 2012. Piąty zawodnik igrzysk Wspólnoty Narodów (2014).
Złoty medalista mistrzostw kraju.
Okazjonalnie startuje także w rzucie dyskiem oraz rzucie młotem.
Rekord życiowy: 21,35 (28 sierpnia 2017, Zagrzeb), wynik ten jest rekordem Australii.

## Osiągnięcia
| Rok  | Impreza                               | Miejsce          | Pozycja           | Wynik |
| ---- | ------------------------------------- | ---------------- | ----------------- | ----- |
| 2009 | Mistrzostwa świata juniorów młodszych | Tyrol Południowy | el. – 18. miejsce | 17,99 |
| 2010 | Igrzyska olimpijskie młodzieży        | Singapur         | 4. miejsce        | 20,55 |
| 2012 | Mistrzostwa świata juniorów           | Barcelona        | 3. miejsce        | 21,14 |
| 2014 | Igrzyska Wspólnoty Narodów            | Glasgow          | 5. miejsce        | 19,59 |
| 2016 | Igrzyska olimpijskie                  | Rio de Janeiro   | 10. miejsce       | 20,45 |
| 2017 | Mistrzostwa świata                    | Londyn           | el. – 20. miejsce | 19,90 |
| 2018 | Halowe mistrzostwa świata             | Birmingham       | 16. miejsce       | 19,11 |
| 2018 | Puchar interkontynentalny             | Ostrawa          | 8. miejsce        | 18,52 |